# 赖谢茨豪森
赖谢茨豪森是德国巴伐利亚州的一个市镇。总面积23.64平方公里，总人口4927人，其中男性2458人，女性2469人（2011年12月31日），人口密度208人/平方公里。